# Asian Club Championship 2000–01
Asian Club Championship 2000–01 là mùa giải thứ 20 của giải bóng đá câu lạc bộ thường niên tổ chức tại khu vực AFC (châu Á).
Suwon Samsung Bluewings của Hàn Quốc thắng trận chung kết và trở thành nhà vô địch châu Á lần đầu tiên trong lịch sử câu lạc bộ.

## Vòng 1

### Tây Á
| Đội 1           | TTS  | Đội 2             | Lượt đi | Lượt về |
| --------------- | ---- | ----------------- | ------- | ------- |
| Al-Hilal        | 2–1  | Al-Karamah        | 2–1     | 0–0     |
| Al Ramtha       | 2–3  | Al-Salmiya        | 0–1     | 2–2     |
| Al-Ahli         | 0–1  | Al-Ahli           | 0–1     | 0–0     |
| Al-Ansar        | w/o1 | Al-Ittihad Jeddah |         |         |
| Al-Zawraa       | 2–5  | Al-Ain            | 2–1     | 0–4     |
| Al-Wakra        | 3–9  | Persepolis        | 2–4     | 1–5     |
| FC Irtysh       | 5–2  | Nisa Aşgabat      | 3–1     | 2–1     |
| Varzob Dushanbe | w/o2 | FC Dustlik        |         |         |

1 Al-Ansar rút lui.

2 FC Dustlik đã không có mặt cho trận lượt đi ở Dushanbe do nội chiến ở Tajikistan; họ đã bị loại khỏi giải đấu và bị phạt 10.000 đô la.

### Đông Á
| Đội 1                        | TTS  | Đội 2            | Lượt đi | Lượt về |
| ---------------------------- | ---- | ---------------- | ------- | ------- |
| Polícia de Segurança Pública | 0–11 | Home United      | 0–5     | 0–6     |
| PSM Makassar                 | 4–1  | Sông Lam Nghệ An | 0–0     | 4–1     |

| PSM Makassar | 0–0      | Sông Lam Nghệ An |
| ------------ | -------- | ---------------- |
|              | Chi tiết |                  |

| Sông Lam Nghệ An | 1–4      | PSM Makassar |
| ---------------- | -------- | ------------ |
|                  | Chi tiết |              |

PSM Makassar thắng với tổng tỷ số 4–1.

## Vòng 2

### Tây Á
| Đội 1             | TTS | Đội 2           | Lượt đi | Lượt về  |
| ----------------- | --- | --------------- | ------- | -------- |
| Al-Hilal          | 3–1 | Al-Salmiya      | 3–1     | 0–0      |
| Al-Ittihad Jeddah | 8–2 | Al-Ahli         | 2–0     | 6–2      |
| Persepolis        | 4–2 | Al-Ain          | 2–0     | 2–2(aet) |
| FC Irtysh         | 7–3 | Varzob Dushanbe | 4–1     | 3–2      |

### Đông Á
| Đội 1                   | TTS  | Đội 2                        | Lượt đi | Lượt về |
| ----------------------- | ---- | ---------------------------- | ------- | ------- |
| PSM Makassar            | 11–1 | Không lực Hoàng gia Thái Lan | 6–1     | 5–0     |
| Nam Hoa                 | 2–6  | Júbilo Iwata                 | 1–3     | 1–3     |
| Sơn Đông Lỗ Năng        | 6–1  | Home United                  | 3–0     | 3–1     |
| Suwon Samsung Bluewings | 2–1  | Hurriyya                     | 2–1     | 0–0     |

## Tứ kết

### Tây Á
| Đội               | ST | T | H | B | BT | BB | HS | Đ |
| ----------------- | -- | - | - | - | -- | -- | -- | - |
| Persepolis        | 3  | 1 | 2 | 0 | 3  | 1  | +2 | 5 |
| FC Irtysh         | 3  | 1 | 2 | 0 | 2  | 1  | +1 | 5 |
| Al-Ittihad Jeddah | 3  | 1 | 1 | 1 | 3  | 2  | +1 | 4 |
| Al-Hilal          | 3  | 0 | 1 | 2 | 1  | 5  | −4 | 1 |

| Al-Hilal | 0–0 | FC Irtysh |
| -------- | --- | --------- |
|          |     |           |

| Persepolis | 0–0 | Al-Ittihad Jeddah |
| ---------- | --- | ----------------- |
|            |     |                   |

| Persepolis | 0–0 | FC Irtysh |
| ---------- | --- | --------- |
|            |     |           |

| Al-Ittihad Jeddah                         | 2–0 | Al-Hilal |
| ----------------------------------------- | --- | -------- |
| Al Hasan Al-Yami 23' · Sergio Ricardo 85' |     |          |

| Al-Ittihad Jeddah    | 1–2 | FC Irtysh                     |
| -------------------- | --- | ----------------------------- |
| Mohammad Hwasawi 41' |     | Nilton Pereira Mendes 14' 25' |

| Persepolis                                                       | 3–1 | Al-Hilal              |
| ---------------------------------------------------------------- | --- | --------------------- |
| Ali Karimi 45' · Ali Ansarian 65' (ph.đ.) · Hamed Kavianpour 69' |     | Yousuf Al-Thunayan 9' |

### Đông Á
| Đội                     | ST | T | H | B | BT | BB | HS  | Đ |
| ----------------------- | -- | - | - | - | -- | -- | --- | - |
| Júbilo Iwata            | 3  | 3 | 0 | 0 | 12 | 2  | +10 | 9 |
| Suwon Samsung Bluewings | 3  | 2 | 0 | 1 | 14 | 4  | +10 | 6 |
| Sơn Đông Lỗ Năng        | 3  | 1 | 0 | 2 | 5  | 13 | −8  | 3 |
| PSM Makassar            | 3  | 0 | 0 | 3 | 2  | 14 | −12 | 0 |

| Suwon Samsung Bluewings | 0–3 | Júbilo Iwata                                                     |
| ----------------------- | --- | ---------------------------------------------------------------- |
|                         |     | Toshiya Fujita 14' · Yang Jong-Hu 77'(og) · Masashi Nakayama 90' |

| PSM Makassar             | 1–3 | Sơn Đông Lỗ Năng                                             |
| ------------------------ | --- | ------------------------------------------------------------ |
| Suwandi Hadi Siswoyo 90' |     | Sergei Nagorniak 15' (ph.đ.) · Li Xiaopeng 52' · Li Ming 56' |

| PSM Makassar               | 1–8 | Suwon Samsung Bluewings                                                                          |
| -------------------------- | --- | ------------------------------------------------------------------------------------------------ |
| Kurniawan Dwi Yulianto 35' |     | Seo Jung-Won 6' 23' 25' · Sandro Cardoso 11' 18' · Park Kun-Ha 37' · Ko Jong-Soo 45' (ph.đ.) 79' |

| Júbilo Iwata                                                                                                  | 6–2 | Sơn Đông Lỗ Năng              |
| --- | --- | ----------------------------- |
| Toshiya Fujita 29' (ph.đ.) · Masashi Nakayama 42' 43' 56' · Aleksandar Živković 66' (ph.đ.) · Daisuke Oku 78' |     | Casiano 34' · Li Xiaopeng 90' |

| Sơn Đông Lỗ Năng | 0–6 | Suwon Samsung Bluewings                                                           |
| ---------------- | --- | --------------------------------------------------------------------------------- |
|                  |     | Ko Jong-Soo 8' 38' · Denis Laktionov 28' · Seo Dong-Won 48' 59' · Sabo Zoltan 82' |

| PSM Makassar | 0–3 | Júbilo Iwata                                                 |
| ------------ | --- | ------------------------------------------------------------ |
|              |     | Naoki Naruo 37' · Tomoaki Seino 56' · Takahiro Yamanishi 74' |

## Bán kết
| Júbilo Iwata     | 1–0 (s.h.p.) | FC Irtysh |
| ---------------- | ------------ | --------- |
| Jo Kanazawa 103' |              |           |

| Persepolis           | 1–2 | Suwon Samsung Bluewings            |
| -------------------- | --- | ---------------------------------- |
| Hamed Kavianpour 12' |     | Seo Jung-Won 78' · Park Kun-Ha 90' |

## Tranh hạng ba
| Persepolis                                | 2–0 | FC Irtysh |
| ----------------------------------------- | --- | --------- |
| Esmael Halali 17' · Hamid Reza Estili 34' |     |           |

## Chung kết
| Suwon Samsung Bluewings | 1–0 | Júbilo Iwata |
| ----------------------- | --- | ------------ |
| Sandro Cardoso 15'      |     |              |